# Лебедєв Павло Павлович
Павло Павлович Лебедєв (21 квітня (3 травня) 1872 — 2 липня 1933) — воєначальник РСЧА, до того генерал-майор російської імператорської армії.

## Життєпис
Із дворянського роду.
В 1900 році закінчив Академію Генштабу.
Брав участь у Першій світовій війні, під час якої у 1915 році отримав звання генерал-майора.
У 1918 році добровільно вступив до лав Червоної Армії.
З травня 1918 по березень 1919 року був начальником мобілізаційного відділу Всероглавштабу, у травні-липні 1919 був начальником штабу, твп командувача Східним фронтом.
З липня 1919 начальник Польового штабу Реввоєнради Республіки. Брав участь у розробці і проведені операцій з розгрому військ Колчака, Денікіна, Юденича.
У 1921—1924 роках — начальник штабу РСЧА. Одночасно був і начальником Військової академії РСЧА (серпень 1922 — квітень 1924).
З березня 1923 по лютий 1924 року — член Революційної військової ради.
У 1925—1928 роках — начальник штабу Українського військового округу.
З 1928 року — помічник командувача військ Українського військового округу.

## Нагороди

### Российська імперія
- Орден Св. Володимира 3-го ст. (06.12.1913).
- Орден Св. Володимира 4-го ст. (06.12.1911).
- Орден Святої Анни 1-го ст. (24.06.1916).
- Орден Св. Станіслава 1-го ст. (6.12.1915).
- Орден Св. Станіслава 2-го ст. (01.01.1906).
- Орден Св. Станіслава 3-го ст. (08.09.1903).

### Російська СФСР
- Орден Червоного Прапора РСФРР (18.01.1921)

### Українська СРР
- Орден Трудового Червоного Прапора УСРР (14.02.1928)[4]